# Повонзки (Варшавський-Західний повіт)
Повонзки (пол. Powązki) — село в Польщі, у гміні Лешно Варшавського-Західного повіту Мазовецького воєводства.
Населення — 129 осіб (2011).
У 1975-1998 роках село належало до Варшавського воєводства.

## Демографія
Демографічна структура станом на 31 березня 2011 року:
|          | Загалом | Допрацездатний вік | Працездатний вік | Постпрацездатний вік |
| -------- | ------- | ------------------ | ---------------- | -------------------- |
| Чоловіки | 67      | 11                 | 47               | 9                    |
| Жінки    | 62      | 12                 | 36               | 14                   |
| Разом    | 129     | 23                 | 83               | 23                   |